# Počátek románu
Počátek románu (L'inici d'un romanç), JW I/3, és una òpera en un acte de Leoš Janáček i llibret en txec de Jaroslav Tichý, pseudònim de František Jaroslav Rypáček, basat en una breu història de Gabriela Preissová, a la vegada suggerida per una pintura de Jaroslav Věšín. Composta el 1891, es va produir per primera vegada el 10 de febrer de 1894 al Teatre Mahen de Brno.
Tot i que no fou un treball reeixit, és important pel fet que marca l'inici de l'associació de Janáček amb Gabriela Preissová, que també va escriure la història en la qual es basa Jenůfa, la seva primera gran òpera. Originalment planejada com un singspiel amb diàleg parlat, L'inici d'un romanç és inusual entre les obres de Janáček per ser una «òpera de números» en lloc d'una composició amb música contínua.

## Origen i context
L'inici d'un romanç va ser composta en set setmanes, del 15 de maig al 2 de juliol de 1891. Pertany al període que Janáček mostra un notable interès per la música popular, una passió que va sorgir durant el seu primer viatge amb František Bartoš.

## Argument
Una jove vilatana, Poluška, coqueteja amb el baró Adolf tot i haver-se promès a Tonek, un jove de la mateixa classe social que ella. Tonek està deprimit, el guarda ha sorprès els dos amants abraçats i ho notifica als pares de la noia. El seu pare ho desaprova, i la seva mare excitada organitza una reunió amb el pare del baró Adolf per organitzar el casament. La trobada no acaba bé, i Poluška torna escarmentada al fidel Tonek, mentre que el Baró troba la felicitat amb una comtessa. Els personatges reflexionen sobre la bogeria del casament desigual.